# The Last Horror Movie
Pour plus de détails, voir Fiche technique et Distribution.
The Last Horror Movie est un film britannique réalisé par Julian Richards, sorti en 2003.

## Synopsis
Le tueur en série Max Parry a réalisé un documentaire pris sur le vif sur le thème du meurtre. En copiant son film sur des cassettes dans un magasin de location de film, il force les spectateurs à regarder son opus dans lequel il présente ses meilleurs meurtres, tout en philosophant sur la nature des envies de meurtre.
Ainsi, Julian Richards parvient à troubler le spectateur qui se met rapidement dans la peau du tueur en série.

## Fiche technique
- Titre original : The Last Horror Movie
- Réalisation : Julian Richards
- Scénario : Julian Richards et James Handel
- Décors : Bettina Eberhard
- Costumes : Jason Gill
- Musique : Simon Lambros
- Photographie : Chris St. John Smith
- Montage : Claus Wehlisch
- Production : Zorana Piggott
- Société de production : Prolific Films et Snakehair Productions
- Sociétés de distribution : Fangoria Films (USA') ; Jinga Films (Monde) ; Neo Publishing (France)
- Pays d'origine : Royaume-Uni
- Langue : anglais
- Format : Couleur - Son : Stéréo
- Genre : Horreur - Thriller
- Durée : 75 minutes
- Date de sortie : Royaume-Uni 24 août 2003

## Distribution
- Kevin Howarth : Max
- Mark Stevenson : L'assistant
- Antonia Beamish : Petra
- Christabel Muir : Sam
- Jonathan Coote : John
- Rita Davies : Grand-mère de Max
- Joe Hurley : Ben
- Jamie Langthorne : Nico
- John Berlyne : Phil
- Mandy Gordon : Sarah
- Jim Bywater : Bill

## Autour du Film
- The Last Horror Movie est ce que l'on appelle un film dans un film, Max tournant en effet son propre Journal de bord d'un serial killer.
- Le film a entièrement été tourné en numérique au format DV.